# Jonelle Price
Jonelle Price (* 14. Oktober 1980 in Nelson (Neuseeland), geborene Jonelle Richards) ist eine neuseeländische Vielseitigkeitsreiterin.
Jonelle Price stammt nicht aus einer Reiterfamilie. Sie wuchs in Motueka auf, wo sie über eine Freundin, die eigene Pferde hatte, ihren Weg zum Reitsport fand. Nach ihrem Schulabschluss begann sie an der University of Canterbury Jura zu studieren, schloss dieses Studium jedoch nicht ab und konzentrierte sich auf das Reiten. Im Jahr 1998 lernte sie den neuseeländischen Vielseitigkeitsreiter Tim Price kennen, seit 2001 hatten sie eine Beziehung, im Januar 2013 heirateten beide.
Im Jahr 2005 zog Jonelle Price zusammen mit Tim Price nach England, wo es eine viel größere Anzahl an Reitern und Turnieren als in Neuseeland gibt. Beide sind in Marlborough ansässig. Ihren bis dahin größten Einzelerfolg feierte Price, als sie bei den Weltreiterspielen 2014 unter widrigen Bedingungen in der Einzelwertung mit Classic Moet den vierten Rang erreichte.
Ihre ersten beiden Sieg in 4*-Vielseitigkeiten gewann Jonelle Price binnen weniger Wochen: Anfang Mai 2018 gewann sie die Badminton Horse Trials mit Classic Moet, Mitte Juni 2018 den CCI 4* Luhmühlen mit Faerie Dianimo.

## Pferde (Auszug)
- Faerie Dianimo (* 2005), Schimmelstute, Britisches Sportpferd, Vater: Dimaggio, Mutter: Catherston Dazzler[3]
- Classic Moet (* 2003), Rappstute, Vater: Classic, Muttervater: Bohemund[4]
- Flintstar (* 2000), brauner Vollblut-Wallach, Vater: Zabalu, Muttervater: Kingcroft Wicklow; von 2014 an Calvin Ramsay geritten, ab 2017 Ryan Keefe geritten[5]

## Erfolge
- Olympische Spiele:
  - 2012, London: mit Flintstar 3. Platz mit der Mannschaft und 32. Platz in der Einzelwertung
  - 2016, Rio de Janeiro: mit Faerie Dianimo 4. Platz mit der Mannschaft und 17. Platz in der Einzelwertung

- Weltreiterspiele:
  - 2014, Normandie: mit Classic Moet 4. Platz in der Einzelwertung